# Laßt uns sorgen, laßt uns wachen
Laßt uns sorgen, laßt uns wachen. Hercules auf dem Scheidewege (Prenons soin, veillons sur notre fils des dieux. Hercule à la croisée des chemins), BWV 213, est une cantate profane de Johann Sebastian Bach composée à Leipzig en 1733 comme dramma per musica (Le choix d'Hercule) pour le 11e anniversaire du prince Friedrich Christian Leopold Johan George Frans Xaverius von Sachsen, le futur Frédéric IV de Saxe, fils de Frédéric-Auguste II de Saxe, électeur de Saxe. La cantate fut donnée à Leipzig le samedi 5 septembre 1733 dans les jardins dont disposait le cafetier Gottfried Zimmermann, hors les murs, de l'autre côté de la porte de Grimma. La presse annonce que la représentation se déroulera « de quatre à six de l'après-midi ». Comme la pièce dure environ trois quarts d'heure, il faut croire que des discours voire d'autres pièces musicales ont agrémenté l'après-midi. Le texte est de Christian Friedrich Henrici (Picander).
Bach a copieusement puisé dans cette cantate des éléments pour son Oratorio de Noël.

## Structure et instrumentation
La cantate est écrite pour deux cors, hautbois d'amour, hautbois, deux violons, basson, alto et basse continue, ainsi que quatre solistes : Wollust = désir (soprano), Hercule (alto), Tugend = vertu (ténor), Mercure (basse) et chœur à quatre voix.
Il y a treize mouvements :
1. chœur : Laßt uns sorgen, lasst uns wachen
2. récitatif (alto) : Und wo? Wo ist die rechte Bahn
3. aria (soprano) : Schlafe, mein Liebster, und pflege der Ruh
4. récitatif (soprano, ténor): Auf! folge meiner Bahn
5. aria (alto) : Treues Echo dieser Orten
6. récitatif (ténor) : Mein hoffnungsvoller Held
7. aria (ténor) : Auf meinen Flügeln sollst du schweben
8. récitatif (ténor) : Die weiche Wollust locket zwar
9. aria (alto) : Ich will dich nicht hören
10. récitatif (alto, ténor) : Geliebte Tugend, du allein
11. aria (alto, ténor) : Ich bin deine, du bist meine
12. récitatif (basse) : Schaut, Götter, dieses ist ein Bild
13. chœur :  Lust der Volker, Lust der Deinen